# Miguel Ángel Guerrero
Miguel Ángel Guerrero Martín (ur. 12 lipca 1990 w Toledo) – hiszpański piłkarz występujący na pozycji napastnika w Anorthosisie Famagusta.